# CCL15
CCL15, hemokin (C-C motif) ligand 15, je mali citokin iz CC hemokin familiji koji je poznat kao leukotaktin-1, MIP5 i HCC-2. CCL15 je izražen u jetri, tankim crevima, kolonu, i u pojedinim tipovima leukocita i makrofaga u plućima. CCL15 je hemotaksan za neutrofile, monocite, i limfocite. On dejstvuje putem vezivanja za hemokinske receptore na ćelijskoj površini poput  i . Ljudski CCL15 gen sadrži četiri eksona i lociran je na hromozomu 17 zajedno sa ja još jednim CC hemokinom poznatim kao CCL14.